# 大石達也 (速読者)
大石 達也（おおいし たつや、1960年2月27日 - ）は日本の速読能力開発インストラクター。現在、速読インストラクター連盟代表。

## 来歴
福島県いわき市出身。大学時代に速読を習得。新日本速読研究会の立ち上げに関わり、後に副会長就任。
日本速脳速読協会開発本部長に就任し、指導プログラム、教材、講師育成プログラムなどを開発。独立し、速読インストラクター養成、速読指導を行う。脳開コンサルタント協会初代会長就任。その後、速読インストラクター連盟代表に就任、関東のカルチャーセンターを中心に速読の指導を行い、現在に至る。

## 著書
- 「宅建突破超速読術」（中野出版、1989年）
- 「速読術でマルチ能力開発を！―コンピュータ時代に勝つスーパー自己啓発―」（日本実業出版 エスカルゴ・ブックス、1991年）

## 監修書籍
- 「だから速読できへんねん！～脳のブレーキを解き放て～」（生産性出版、2009年）